# Frankie Edgar
Frank James Edgar, född 16 oktober 1981 i Summit i New Jersey, är en amerikansk MMA-utövare som sedan 2007 tävlar i organisationen Ultimate Fighting Championship där han mellan april 2010 och februari 2012 var mästare i lättvikt.

## Karriär

### Brottning
Efter att ha hållit på med brottning i college började Edgar att träna MMA 2005.

### MMA
Han debuterade inom professionell MMA i oktober 2005. Efter att ha vunnit sina fem första matcher deltog Edgar i uttagningarna till den femte säsongen av TV-serien The Ultimate Fighter. Edgar blev inte uttagen men han blev senare erbjuden en match mot Tyson Griffin på UFC 67 den 3 februari 2007.

#### UFC
Det var Edgars första match i UFC och han vann matchen via domslut. Han vann sex av sina sju första matcher i organisationen och den enda förlusten var mot Gray Maynard via domslut.
Den 10 april 2010 mötte Edgar den regerande mästaren B.J. Penn i en titelmatch i lättvikt på  UFC 112. Edgar vann matchen via domslut och blev därmed organisationens fjärde mästare i lättvikt. Han besegrade Penn via domslut ytterligare en gång när de möttes igen i en titelmatch på UFC 118 den 28 augusti 2010. I Edgars andra titelförsvar mötte han Gray Maynard på UFC 125 den 1 januari 2011. Efter att matchen gått samtliga fem ronder ansåg domarna att matchen var oavgjord. De möttes igen i en returmatch den 8 oktober 2011 på UFC 136 och Edgar vann matchen via KO.
Den 25 februari 2012 mötte han Benson Henderson på UFC 144. Henderson vann matchen via domslut och blev därmed ny mästare i organisationen. De möttes igen på UFC 150 den 11 augusti 2012. Henderson vann återigen via domslut.
Edgar valde sedan att gå ned till fjädervikt och fick i sin första match i viktklassen möta den regerande mästaren José Aldo i en titelmatch. Aldo vann matchen via domslut.
Efter att ha vunnit fem raka matcher 2013–2015 blev det i slutet av mars 2016 klart att Edgar skulle möta den före detta mästaren José Aldo i en match om interimtiteln i fjädervikt på UFC 200. Aldo vann matchen via domslut.
Den 12 november 2016 möttes Edgar och Jeremy Stephens på UFC 205. Edgar vann matchen via domslut. På UFC 211 den 13 maj 2017 besegrade han Yair Rodríguez via TKO. 
Edgar och Brian Ortega möttes på UFC 222 den 3 mars 2018 och Ortega vann matchen via knockout i den första ronden.
Den 21 april 2018 möttes Edgar och Cub Swanson på UFC Fight Night: Barboza vs. Lee i en match som Edgar vann via domslut.